# Fritz von Scholz
Fritz Edler von Scholz (ur. 9 grudnia 1896 w Pilźnie, zm. 28 lipca 1944 w Narwie) – czeski wojskowy Waffen-SS.

## Biografia
Fritz von Scholz wstąpił do Armii Austro-Węgier na krótko przed wybuchem I wojny światowej. W stopniu porucznika w 1915 roku dowodził 125 Pułkiem Artylerii Polowej. Walczył na froncie wschodnim i włoskim. W 1917 roku odznaczony Złotym Medalem za Odwagę.
Po wojnie walczył na Śląsku we freikorpsie Oberland, aż do 1921 roku. W latach 20. sympatyzował z ruchem narodowosocjalistycznym. Unikając prześladowań politycznych, w 1933 roku uciekł z Austrii do Niemiec, gdzie w 1935 roku wstąpił do SS. Rok później awansował na stopień Hauptsturmführera.
Na początku II wojny światowej dowodził 2. batalionem pułku SS „Der Führer”. Po kampanii we Francji otrzymał awans na Sturmbannführera, a także dowództwo nad Pułkiem Grenadierów SS „Nordland”.
Uczestniczył w operacji Barbarossa. W październiku 1941 roku awansowany na Oberführera, a miesiąc później został odznaczony Krzyżem Niemieckim. 18 stycznia 1942 roku otrzymał Krzyż Rycerski. 21 grudnia 1942 roku otrzymał awans na Brigadeführera i 1 maja następnego roku objął dowodzenie nad 11 Ochotniczą Dywizją Grenadierów Pancernych SS „Nordland”. Walczył przeciwko Armii Czerwonej pod Leningradem. 12 marca 1944 roku odznaczony Krzyżem Żelaznym z Liśćmi Dębu za zdolności przywódcze. 20 kwietnia otrzymał stopień Gruppenführera. 27 lipca 1944 roku został ciężko ranny w głowę odłamkiem w okolicach Narwy. Zmarł dzień później.
Odznaczony pośmiertnie Krzyżem Rycerskim Krzyża Żelaznego z Liśćmi Dębu i Mieczami.

## Odznaczenia
- Złoty Medal za Odwagę (1917 r.)
- Złoty Krzyż Niemiecki (listopad 1941 r.)
- Krzyż Rycerski (18 stycznia 1942 r.)
- Krzyż Rycerski Krzyża Żelaznego z Liśćmi Dębu (12 marca 1944 r.)
- Krzyż Rycerski Krzyża Żelaznego z Liśćmi Dębu i Mieczami (pośmiertnie)
- Medal za Kampanię Zimową na Wschodzie 1941/1942[2]
- Czarna Odznaka za Rany[2]
- Order Krzyża Wolności II Klasy[2]